# ابراهیم بن عبدالله حوثی
ابراهیم بن عبدالله حوثی، همچنین با نسبت‌های حمزی، حسینی و یمنی (۱۷۷۳–۱۸۰۸) تاریخ‌نگار یمنی بود. اصالتاً از روستای حوث، میان صنعا و صعده بود و خود در صنعا زاده شد. نفحات العنبر در سه جلد در زندگی‌نامه فضلای یمن در سدهٔ دوازهم هجری، قرة النواظر بترجمة شیح الإسلام عبدالقادر از آثار اوست.